# Circonscription électorale de Guadalajara
Ne doit pas être confondu avec Circonscription autonomique de Guadalajara.
La circonscription électorale de Guadalajara est l'une des cinquante-deux circonscriptions électorales espagnoles utilisées comme divisions électorales pour les élections générales espagnoles.
Elle correspond géographiquement à la province de Guadalajara.

## Historique
Elle est instaurée en 1977 par la loi pour la réforme politique puis confirmée avec la promulgation de la Constitution espagnole qui précise à l'article 68 alinéa 2 que chaque province constitue une circonscription électorale.

## Congrès des députés

### Synthèse
|             |       | 1977 | 1979 | 1982 | 1986 | 1989 | 1993 | 1996 | 2000 | 2004 | 2008 | 2011 | 2015 | 2016 | 04/19 | 11/19 | 2023 |
| ----------- | ----- | ---- | ---- | ---- | ---- | ---- | ---- | ---- | ---- | ---- | ---- | ---- | ---- | ---- | ----- | ----- | ---- |
| UCD         |       | 2    | 2    |      |      |      |      |      |      |      |      |      |      |      |       |       |      |
| AP & alliés |       |      |      | 1    | 2    |      |      |      |      |      |      |      |      |      |       |       |      |
| PSOE        |       | 1    | 1    | 2    | 1    | 1    | 1    | 1    | 1    | 1    | 1    | 1    | 1    | 1    | 1     | 1     | 1    |
| PP          |       |      |      |      |      | 2    | 2    | 2    | 2    | 2    | 2    | 2    | 1    | 2    | 1     | 1     | 1    |
| Cs          |       |      |      |      |      |      |      |      |      |      |      |      | 1    |      | 1     |       |      |
| Vox         |       |      |      |      |      |      |      |      |      |      |      |      |      |      |       | 1     | 1    |
|             |       |      |      |      |      |      |      |      |      |      |      |      |      |      |       |       |      |
| Total       | Total | 3    | 3    | 3    | 3    | 3    | 3    | 3    | 3    | 3    | 3    | 3    | 3    | 3    | 3     | 3     | 3    |

### 1977
| Parti | Parti | Députés                                |
| ----- | ----- | -------------------------------------- |
| UCD   |       | Luis de Grandes, Leandro Cros Palencia |
| PSOE  |       | Carlos de Luxán Meléndez               |

### 1979
| Parti | Parti | Députés                                  |
| ----- | ----- | ---------------------------------------- |
| UCD   |       | Luis de Grandes, José María Bris Gallego |
| PSOE  |       | Leopoldo Torres Boursault                |

### 1982
| Parti  | Parti | Députés                                                  |
| ------ | ----- | -------------------------------------------------------- |
| PSOE   |       | Leopoldo Torres Boursault, Francisco Javier López García |
| AP-PDP |       | Manuel Cantarero del Castillo                            |

### 1986
| Parti | Parti | Députés                                 |
| ----- | ----- | --------------------------------------- |
| CP    |       | Luis de Grandes, José Isidoro Ruiz Ruiz |
| PSOE  |       | Leopoldo Torres Boursault               |

### 1989
| Parti | Parti | Députés                                          |
| ----- | ----- | ------------------------------------------------ |
| PP    |       | Francisco Tomey Gómez, Enrique Fernández-Miranda |
| PSOE  |       | Juan Pablo Herranz Martínez                      |

### 1993
| Parti | Parti | Députés                                    |
| ----- | ----- | ------------------------------------------ |
| PP    |       | Luis de Grandes, Enrique Fernández-Miranda |
| PSOE  |       | José Luis Ros Maorad                       |

### 1996
| Parti | Parti | Députés                                    |
| ----- | ----- | ------------------------------------------ |
| PP    |       | Enrique Fernández-Miranda, Luis de Grandes |
| PSOE  |       | José Luis Ros Maorad                       |

### 2000
| Parti | Parti | Députés                                    |
| ----- | ----- | ------------------------------------------ |
| PP    |       | Luis de Grandes, Enrique Fernández-Miranda |
| PSOE  |       | Francisco Javier García Breva              |

- Enrique Fernández-Miranda (PP) est remplacé mai 2000 par Ana Guarinos.
  - Ana Guarinos (PP) est remplacée en juin 2003 par Antonio Román Jasanada.

### 2004
| Parti | Parti | Députés                               |
| ----- | ----- | ------------------------------------- |
| PP    |       | Luis de Grandes, José Ignacio Echániz |
| PSOE  |       | Francisco Javier García Breva         |

- Francisco García (PSOE) est remplacé en mai 2004 par María Soledad Herrero Sainz-Rozas.
  - Soledad Herrero (PSOE) est remplacée en juillet 2007 par María Josefa Naranjo Bravo, après renonciation de José Luis San Miguel Atance.
- Luis de Grandes (PP) est remplacé en juillet 2004 par María Ángeles Font Bonmatí.

### 2008
| Parti | Parti | Députés                                       |
| ----- | ----- | --------------------------------------------- |
| PP    |       | José Ignacio Echániz, Ramón Aguirre Rodríguez |
| PSOE  |       | Jesús Alique López                            |

- José Ignacio Echániz (PP) est remplacé en juin 2011 par Marta Valdenebro Rodríguez.

### 2011
| Parti | Parti | Députés                                         |
| ----- | ----- | ----------------------------------------------- |
| PP    |       | Antonio Román Jasanada, Ramón Aguirre Rodríguez |
| PSOE  |       | Magdalena Valerio                               |

- Ramón Aguirre (PP) est remplacée en février 2012 par Encarnación Jiménez Mínguez.

### 2015
| Parti | Parti | Députés                       |
| ----- | ----- | ----------------------------- |
| PP    |       | Silvia Valmaña                |
| PSOE  |       | María Luz Rodríguez Fernández |
| Cs    |       | Orlena María Miguel Muñoz     |

### 2016
| Parti | Parti | Députés                                 |
| ----- | ----- | --------------------------------------- |
| PP    |       | Silvia Valmaña, Ramón Aguirre Rodríguez |
| PSOE  |       | Pablo Bellido                           |

### Avril 2019
| Parti | Parti | Députés                             |
| ----- | ----- | ----------------------------------- |
| PSOE  |       | Magdalena Valerio                   |
| PP    |       | Silvia Valmaña                      |
| Cs    |       | María de los Ángeles Rosado Peinado |

### Novembre 2019
| Parti | Parti | Députés              |
| ----- | ----- | -------------------- |
| PSOE  |       | Magdalena Valerio    |
| Vox   |       | Ángel López Maraver  |
| PP    |       | José Ignacio Echániz |

- Magdalena Valerio (PSOE) est remplacée en octobre 2022 par Aurelio Zapata Simón.

### 2023
| Parti | Parti | Députés                |
| ----- | ----- | ---------------------- |
| PP    |       | Antonio Román Jasanada |
| PSOE  |       | Alberto Rojo Blas      |
| Vox   |       | Ángel López Maraver    |

## Sénat

### Synthèse
|             |       | 1977 | 1979 | 1982 | 1986 | 1989 | 1993 | 1996 | 2000 | 2004 | 2008 | 2011 | 2015 | 2016 | 04/19 | 11/19 | 2023 |
| ----------- | ----- | ---- | ---- | ---- | ---- | ---- | ---- | ---- | ---- | ---- | ---- | ---- | ---- | ---- | ----- | ----- | ---- |
| UCD         |       | 3    | 3    |      |      |      |      |      |      |      |      |      |      |      |       |       |      |
| AP & alliés |       |      |      | 1    | 3    |      |      |      |      |      |      |      |      |      |       |       |      |
| PSOE        |       | 1    | 1    | 3    | 1    | 1    | 1    | 1    | 1    | 1    | 1    | 1    | 1    | 1    | 3     | 2     | 1    |
| PP          |       |      |      |      |      | 3    | 3    | 3    | 3    | 3    | 3    | 3    | 3    | 3    | 1     | 2     | 3    |
|             |       |      |      |      |      |      |      |      |      |      |      |      |      |      |       |       |      |
| Total       | Total | 4    | 4    | 4    | 4    | 4    | 4    | 4    | 4    | 4    | 4    | 4    | 4    | 4    | 4     | 4     | 4    |

### 1977
| Parti | Parti | Sénateurs                                                                     |
| ----- | ----- | ----------------------------------------------------------------------------- |
| UCD   |       | Félix Calvo Ortega, Antonio Fernández-Galiano Fernández, Feliciano Román Ruiz |
| PSOE  |       | Rafael de Mora-Granados Marull                                                |

### 1979
| Parti | Parti | Sénateurs                                                                           |
| ----- | ----- | ----------------------------------------------------------------------------------- |
| UCD   |       | Antonio Fernández-Galiano Fernández, Feliciano Román Ruiz, Jesús Estringana Mínguez |
| PSOE  |       | Francisco Javier de Irízar Ortega                                                   |

### 1982
| Parti  | Parti | Sénateurs                                                                                  |
| ------ | ----- | ------------------------------------------------------------------------------------------ |
| PSOE   |       | Francisco Javier Solano Rodríguez, Rafael de Mora-Granados Marull, Alfonso Trillo Hernando |
| AP-PDP |       | José Isidoro Ruiz Ruiz                                                                     |

### 1986
| Parti | Parti | Sénateurs                                                                   |
| ----- | ----- | --------------------------------------------------------------------------- |
| CP    |       | José María Bris Gallego, Francisco Tomey Gómez, Juan Antonio de Luna Aguado |
| PSOE  |       | José Luis Ros Maorad                                                        |

### 1989
| Parti | Parti | Sénateurs                                                                         |
| ----- | ----- | --------------------------------------------------------------------------------- |
| PP    |       | José María Bris Gallego, Rafael Hernando Fraile, Luis Manuel Fraga Egusquiaguirre |
| PSOE  |       | Francisco Javier López García                                                     |

### 1993
| Parti | Parti | Sénateurs                                                                        |
| ----- | ----- | -------------------------------------------------------------------------------- |
| PP    |       | José María Bris Gallego, Luis Manuel Graga Egusquiaguirre, Francisco Tomey Gómez |
| PSOE  |       | Juan Pablo Herranz Martínez                                                      |

### 1996
| Parti | Parti | Sénateurs                                                                        |
| ----- | ----- | -------------------------------------------------------------------------------- |
| PP    |       | José María Bris Gallego, Luis Manuel Graga Egusquiaguirre, Francisco Tomey Gómez |
| PSOE  |       | Juan Pablo Herranz Martínez                                                      |

### 2000
| Parti | Parti | Sénateurs                                                                                     |
| ----- | ----- | --------------------------------------------------------------------------------------------- |
| PP    |       | María Ángeles Font Bonmatí, Luis Manuel Fraga Egusquiaguirre, Juan Pablo Sánchez Sánchez-Seco |
| PSOE  |       | Juan Pablo Herranz Martínez                                                                   |

- Juan Pablo Herranz (PSOE) est remplacé en juillet 2003 par José María Chaves Gómez-Orihuela.

### 2004
| Parti | Parti | Sénateurs                                                                                 |
| ----- | ----- | ----------------------------------------------------------------------------------------- |
| PP    |       | Luis Manuel Fraga Egusquiaguirre, Antonio Román Jasanada, Juan Pablo Sánchez Sánchez-Seco |
| PSOE  |       | Juan José Palacios Rojo                                                                   |

### 2008
| Parti | Parti | Sénateurs                                                                                    |
| ----- | ----- | -------------------------------------------------------------------------------------------- |
| PP    |       | María Ángeles Font Bonmatí, Juan Antonio de las Heras Muela, Juan Pablo Sánchez Sánchez-Seco |
| PSOE  |       | Francisco Javier de Irízar Ortega                                                            |

### 2011
| Parti | Parti | Sénateurs                                                                              |
| ----- | ----- | -------------------------------------------------------------------------------------- |
| PP    |       | Ana María González García, Porfirio Herrero Estébanez, Juan Antonio de las Heras Muela |
| PSOE  |       | Jesús Alique López                                                                     |

### 2015
| Parti | Parti | Sénateurs                                                                                   |
| ----- | ----- | ------------------------------------------------------------------------------------------- |
| PP    |       | Juan Pablo Sánchez Sánchez-Seco, Ana María González García, Juan Antonio de las Heras Muela |
| PSOE  |       | Riansares Serrano Morales                                                                   |

### 2016
| Parti | Parti | Sénateurs                                                                                   |
| ----- | ----- | ------------------------------------------------------------------------------------------- |
| PP    |       | Juan Pablo Sánchez Sánchez-Seco, Ana María González García, Juan Antonio de las Heras Muela |
| PSOE  |       | Riansares Serrano Morales                                                                   |

- Juan Sánchez (PP) est remplacé en janvier 2017 par Marta Valdenebro Rodríguez.

### Avril 2019
| Parti | Parti | Sénateurs                                                                 |
| ----- | ----- | ------------------------------------------------------------------------- |
| PSOE  |       | Rafael Esteban Santamaría, Riansares Serrano Morales, Julio García Moreno |
| PP    |       | Antonio Román Jasanada                                                    |

### Novembre 2019
| Parti | Parti | Sénateurs                                            |
| ----- | ----- | ---------------------------------------------------- |
| PSOE  |       | Rafael Esteban Santamaría, Riansares Serrano Morales |
| PP    |       | Antonio Román Jasanada, José Luis González la Mola   |

### 2023
| Parti | Parti | Sénateurs                                                                          |
| ----- | ----- | ---------------------------------------------------------------------------------- |
| PP    |       | Lucas Castillo Rodríguez, María Patricio Zafra, María Montserrat Rivas de la Torre |
| PSOE  |       | Araceli Martínez Esteban                                                           |